# Nadycze (gmina)
Nadycze – dawna gmina wiejska w powiecie żółkiewskim województwa lwowskiego II Rzeczypospolitej. Siedzibą gminy były Nadycze.
Gminę utworzono 1 sierpnia 1934 r. w ramach reformy na podstawie ustawy scaleniowej z dotychczasowych gmin wiejskich: Doroszów Mały, Doroszów Wielki, Hrebeńce, Koszelów, Mierzwica, Mohylany, Nadycze, Nowe Sioło, Przemiwółki, Smereków, Sulimów i Udnów.
Zniesiona wraz z atakiem ZSRR na Polskę w 1939 roku. Pod okupacją niemiecką (1941–1945) gminy nie reaktywowano, a jej obszar wszedł w skład nowo utworzonych gmin Kulików (głównie) i Żółkiew (tylko Smereków).
Po II wojnie światowej obszar gminy znalazł się w ZSRR.